# E-uprava

E-uprava (skraćenica za elektronička uprava) korištenje je tehnoloških komunikacijskih uređaja, kao što su računala i internet, za pružanje javnih usluga građanima i drugim osobama u zemlji. E-uprava nudi nove mogućnosti za izravniji i praktičniji pristup građana vladi i za pružanje usluga od strane vlade izravno građanima.
Pojam se sastoji od digitalnih interakcija između građanina i njihove vlade (C2G), između vlada i drugih vladinih agencija (G2G), između vlade i građana (G2C), između vlade i zaposlenika (G2E), te između vlade i poduzeća/trgovina (G2B). Ova interakcija se sastoji od komunikacije građana sa svim razinama vlasti (grad, država/pokrajina, nacionalna i međunarodna), olakšavajući uključivanje građana u upravljanje korištenjem informacija i komunikacije tehnologija (ICT) (kao što su računala i web stranice) i reinženjering poslovnih procesa (BPR). 
Druge definicije odstupaju od ideje da je tehnologija objekt i definiraju e-upravu jednostavno kao pomoćnike ili instrumente i usredotočuju se na specifične promjene u pitanjima javne uprave. Unutarnja transformacija vlade definicija je koju je uspostavio specijalist tehnolog Mauro D. Ríos. U svom radu „U potrazi za definicijom elektroničke uprave” kaže: „Digitalna uprava je novi način organizacije i upravljanja javnim poslovima, uvodeći pozitivne transformacijske procese u upravljanje i samu strukturu organizacijske sheme, dodajući vrijednost postupcima i pruženim uslugama, a sve kroz uvođenje i kontinuirano prisvajanje informacijskih i komunikacijskih tehnologija kao pomoćnika ovih transformacija.”